# Bucculatrix mellita
Bucculatrix mellita är en fjärilsart som beskrevs av Edward Meyrick 1915. Bucculatrix mellita ingår i släktet Bucculatrix och familjen kronmalar. Inga underarter finns listade i Catalogue of Life.